# Elektoral autokrati

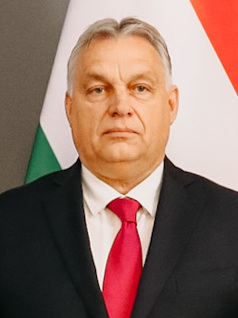
Viktor Orbán, premiärminister i Ungern, ses som en symbol för det ungerska politiska systemet.

Elektoral autokrati, eller valautokrati, är ett statsskick i en nation som formellt tillämpar demokratiska institutioner men de facto fungerar som en diktatur, en stat med auktoritära principer. Ett vanligt fenomen i sådana länder är valfusk, alltså manipulation av en demokratisk valprocess, ofta iscensatt av den verkställande makten. I dessa länder är mandatperioderna vanligtvis regelbundna och därför även legitima på grund av respektive lands grundlagar. Däremot utnyttjas ofta politiska val till regeringens fördel i försök att behålla makten och fortsätta styra landet. Exempel på elektorala autokratier är: Belarus, Ryssland, Turkiet och Ungern.